# Mario Kart 64
Mario Kart 64 – druga gra z serii Mario Kart, gra została wydana na konsolę Nintendo 64.